# Прилеп (област Добрич)
 За другото българско село вижте Прилеп (Област Бургас).  
Прилеп е село в Североизточна България. То се намира в община Добричка, област Добрич.
Старото му име е Чукурово.
Част от данните не са попълнени, но бихте могли да ги добавите.

## Население
Преброяване на населението през 2011 г.
Численост и дял на етническите групи според преброяването на населението през 2011 г.:
|                     | Численост | Дял (в %) |
| Общо                | 18        | 100,00    |
| Българи             | 11        | 61,11     |
| Турци               | 0         | 0,00      |
| Цигани              | 6         | 33,33     |
| Други               | 0         | 0,00      |
| Не се самоопределят | 0         | 0,00      |
| Неотговорили        | 0         | 0,00      |